# (5576) Albanese
(5576) Albanese es un asteroide perteneciente al cinturón de asteroides descubierto el 26 de octubre de 1986 por el equipo del Centro de Investigaciones en Geodinámica y Astrometría desde el Sitio de Observación de Calern, Caussols, Francia.

## Designación y nombre
Designado provisionalmente como 1986 UM1. Fue nombrado Albanese en honor a Dominique Albanese, fotógrafo y observador en el telescopio Schmidt del Observatoire de la Cote d'Azur. También instaló un telescopio Schmidt de 30 cm con el que regularmente fotografía los cielos.

## Características orbitales
Albanese está situado a una distancia media del Sol de 2,759 ua, pudiendo alejarse hasta 2,960 ua y acercarse hasta 2,557 ua. Su excentricidad es 0,073 y la inclinación orbital 5,615 grados. Emplea 1673,97 días en completar una órbita alrededor del Sol.

## Características físicas
La magnitud absoluta de Albanese es 12,4. Tiene 24,332 km de diámetro y su albedo se estima en 0,036. Está asignado al tipo espectral Xk según la clasificación SMASSII.